# Biei
Biei (美瑛町, Biei-chō) est un bourg du district de Kamikawa, situé dans la préfecture de Hokkaidō, au Japon.

## Toponymie
Le nom du bourg de Biei est la déformation d'un ancien nom de cours d'eau d'origine aïnou, peuple autochtone de l'île de Hokkaidō.

## Géographie

### Situation
Le bourg de Biei est situé dans la partie sud de la sous-préfecture de Kamikawa, sur l'île de Hokkaidō, au Japon. Il est constitué à 70 % par des forêts et 15 % de sa superficie sont consacrés à l'agriculture.

### Démographie
Au 1er juin 2015, la population de Biei s'élevait à 10 513 habitants répartis sur une superficie de 676,78 km2. Elle est en baisse constante depuis le début des années 1960, passant de plus de 10 520 habitants en 1960 à 11 000 en 2010.

### Climat
Dans le bourg de Biei, la température annuelle moyenne est d'environ 5 °C. L'hiver, le mercure peut descendre jusqu'à −20 °C.
| Mois                                             | jan.       | fév.       | mars       | avril      | mai       | juin      | jui.      | août      | sep.      | oct.      | nov.       | déc.       | année      |
| ------------------------------------------------ | ---------- | ---------- | ---------- | ---------- | --------- | --------- | --------- | --------- | --------- | --------- | ---------- | ---------- | ---------- |
| Température minimale moyenne (°C)                | −14,8      | −14,7      | −9,1       | −1,3       | 4,7       | 10        | 14,7      | 15,2      | 9,8       | 3         | −2,9       | −10,8      | 0,3        |
| Température moyenne (°C)                         | −8,7       | −7,9       | −3         | 4,4        | 11,3      | 15,9      | 19,7      | 20        | 15,2      | 8,3       | 1,5        | −5,5       | 5,9        |
| Température maximale moyenne (°C)                | −3,9       | −2,6       | 2          | 10,2       | 18        | 22,3      | 25,7      | 25,8      | 21,3      | 14,2      | 5,6        | −1,6       | 11,4       |
| Record de froid (°C) date du record              | −33,2 1985 | −32,7 1978 | −27,5 1986 | −14,2 1987 | −4,7 2001 | −0,9 1989 | 3,8 1979  | 4,7 2004  | −0,6 1980 | −6 1977   | −20,8 2008 | −27,3 2020 | −33,2 1985 |
| Record de chaleur (°C) date du record            | 6 2009     | 11,4 2010  | 14,9 2021  | 27 1998    | 34,4 2019 | 36 2014   | 36,1 2021 | 37,1 2021 | 32,7 2019 | 25,7 2019 | 20,2 2003  | 12,1 1989  | 37,1 2021  |
| Ensoleillement (h)                               | 67,5       | 83,2       | 122,1      | 154        | 181,5     | 166       | 161,6     | 156,2     | 149,8     | 123,4     | 60,1       | 47,9       | 1 475,1    |
| Précipitations (mm)                              | 41,1       | 38,3       | 47         | 49,5       | 68,5      | 69,5      | 121,2     | 168,3     | 129       | 96        | 94,5       | 73,5       | 988,8      |
| dont neige (cm)                                  | 164        | 141        | 129        | 28         | 0         | 0         | 0         | 0         | 0         | 3         | 79         | 182        | 708        |
| Nombre de jours avec précipitations              | 15,2       | 13,1       | 13,6       | 11,4       | 11        | 9,9       | 10,9      | 11,7      | 12,3      | 14,1      | 17,9       | 18,2       | 158,3      |
| dont nombre de jours avec précipitations ≥ 10 mm | 0,4        | 0,3        | 0,8        | 1          | 2,3       | 2,4       | 4         | 5,4       | 4,1       | 3,7       | 2,7        | 1,5        | 28,3       |
| Nombre de jours avec neige                       | 21,1       | 18,8       | 17         | 3,3        | 0         | 0         | 0         | 0         | 0         | 0,4       | 8,2        | 21,1       | 89         |

| Diagramme climatique                                  |               |         |              |           |            |               |               |            |         |             |               |
| J                                                     | F             | M       | A            | M         | J          | J             | A             | S          | O       | N           | D             |
| −3,9−14,841,1                                         | −2,6−14,738,3 | 2−9,147 | 10,2−1,349,5 | 184,768,5 | 22,31069,5 | 25,714,7121,2 | 25,815,2168,3 | 21,39,8129 | 14,2396 | 5,6−2,994,5 | −1,6−10,873,5 |
| Moyennes : • Temp. maxi et mini °C • Précipitation mm |               |         |              |           |            |               |               |            |         |             |               |

## Histoire
En 1915, le village de Biei, alors intégré à l'ancienne province d'Ishikari, est officiellement enregistré comme village par l'administration centrale. Il devient un bourg en 1940.

## Économie
Le bourg de Biei est essentiellement une commune agricole qui produit des tomates, des pommes de terre, des asperges, du riz et du blé. Il entretient aussi un élevage de bovins et une production de lait.
La mise en valeur des paysages de campagne et l'exploitation des onsen (sources d'eau chaudes) permettent le développement du tourisme.

## Culture locale et patrimoine
Le bourg de Biei est réputé dans tout le Japon pour ses paysages de campagne aux couleurs contrastées. Il est membre fondateur de l'association Les Plus Beaux Villages du Japon. Il obtient en 2023 le label Meilleurs villages touristiques de l'Organisation mondiale du tourisme.
Depuis 1987, il héberge la galerie d'art photographique Shinzo Maeda qui expose un grand nombre de photographies de la région du Hokkaidō prises par le photographe Shinzō Maeda.
Dans le sud de Biei, au nord-ouest du mont Tokachi, se trouve la station thermale Shirogane.

## Villes jumelées
- Salzbourg (Autriche) depuis juillet 1973[1]

## Symboles municipaux
La fleur symbole du bourg de Biei est le muguet et son arbre symbole est le bouleau.
Sa bannière est composée d'un fond vert symbole de paix et de bonne santé, et d'un motif de couleur or, symbole de prospérité, représentant le mont Tokachi, symbole de noblesse.

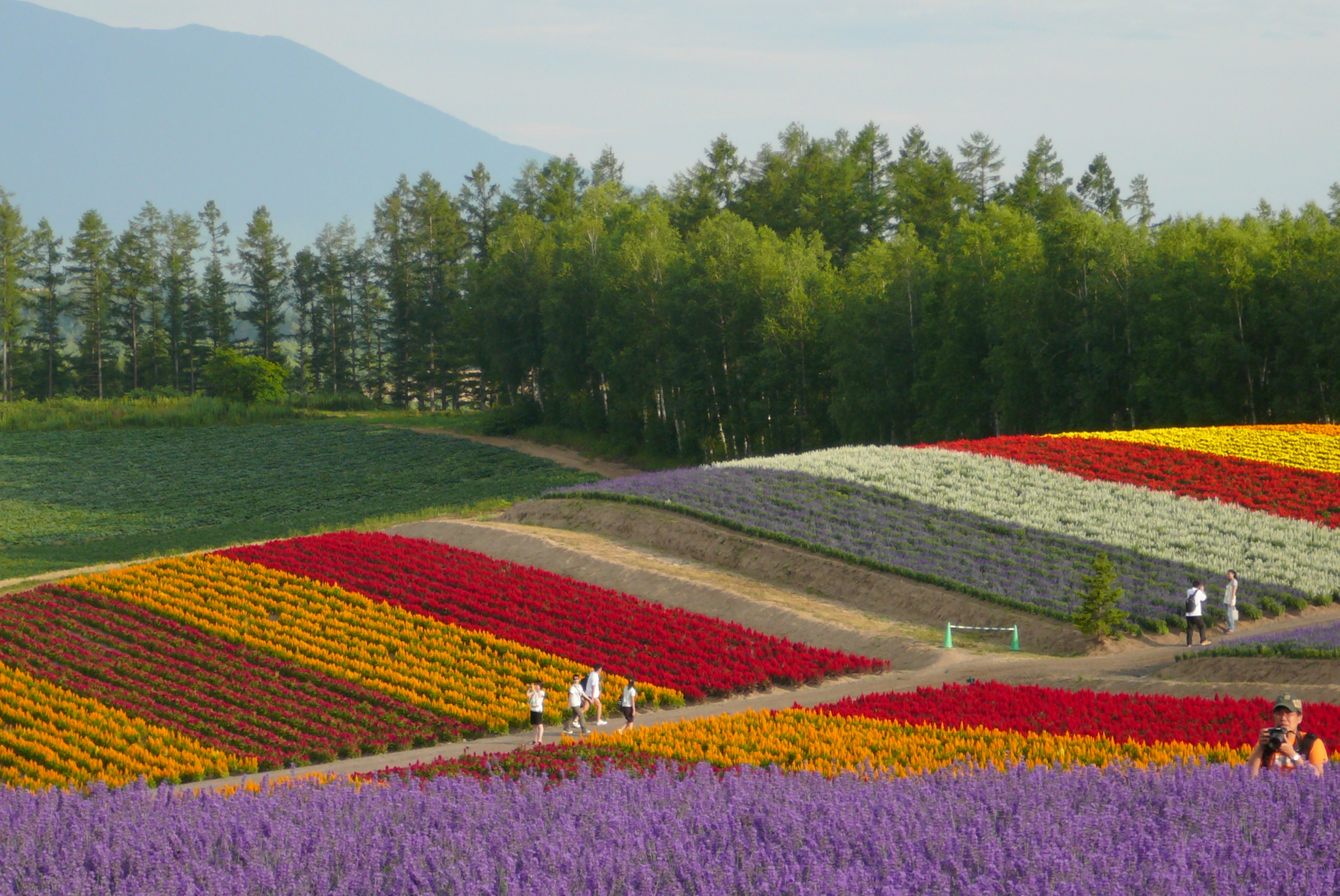
Colline de Shikisai.
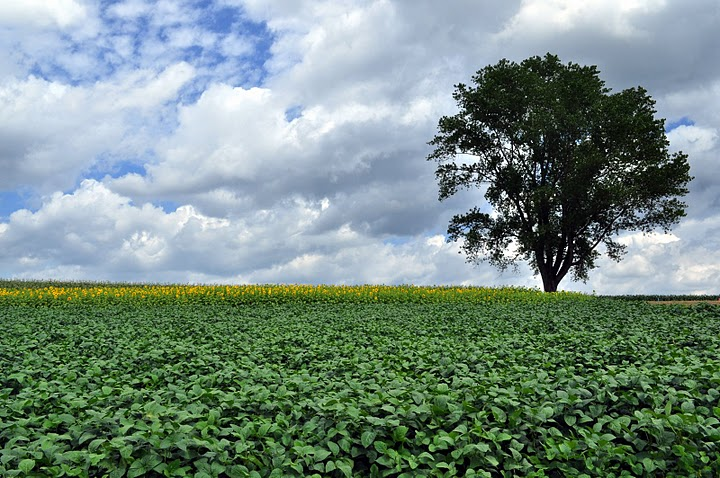
L'arbre de la philosophie.
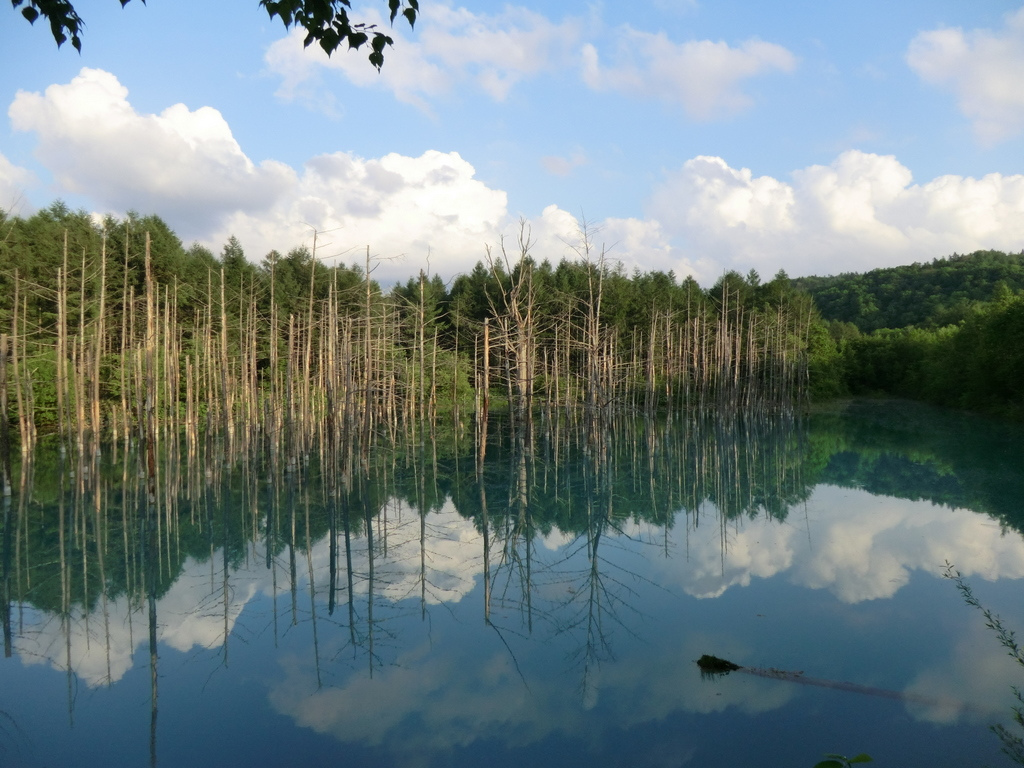
L'étang bleu (青い池, Aoiike?).
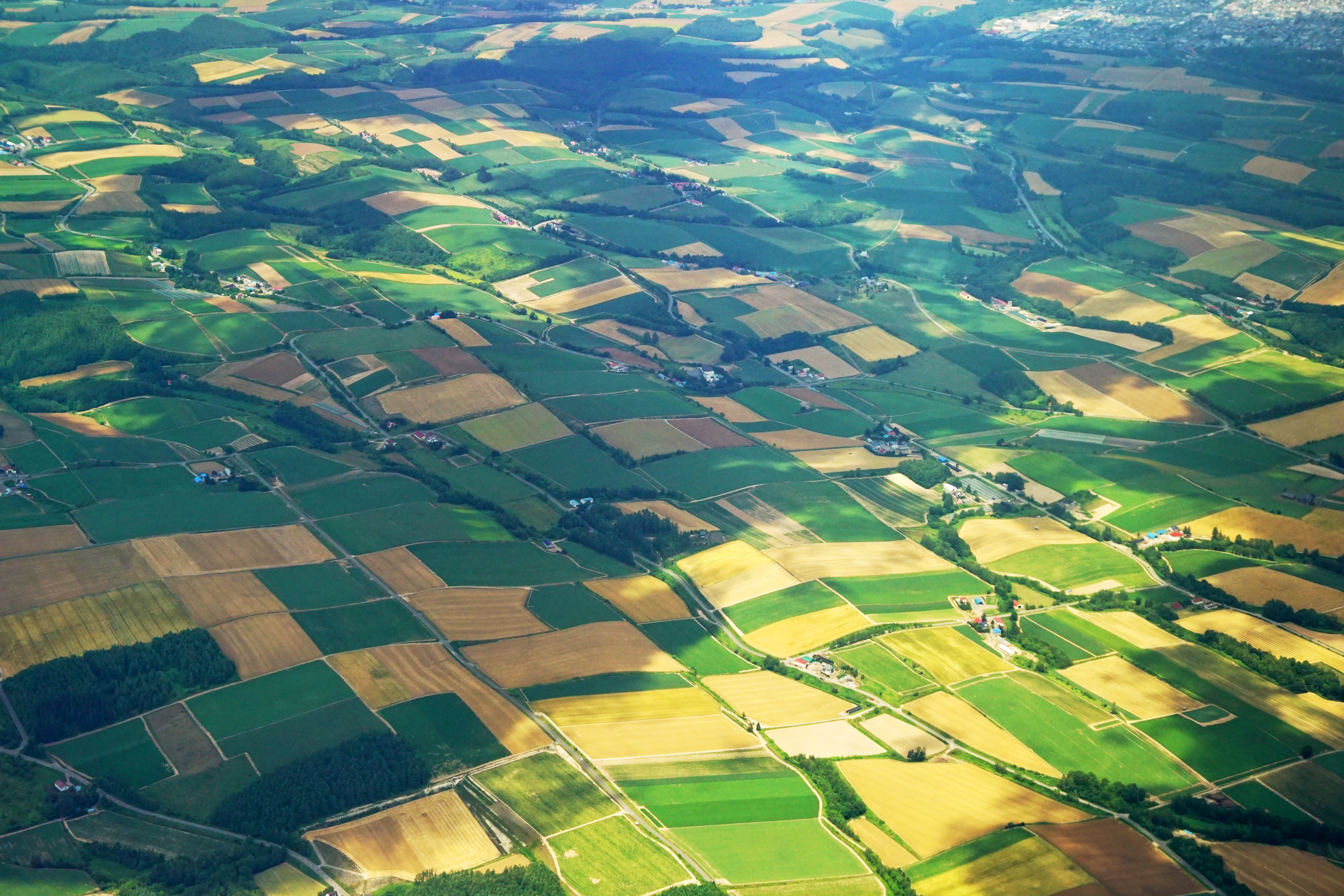
La « route patchwork ».